# Акация ивовая
Акация ивовая (лат. Acacia saligna) — вид растений из рода Акация (Acacia) семейства Бобовые (Fabaceae). Латинское название Acacia
cyanophylla означает «акация с голубоватыми листьями».

## Ботаническое описание
Акация ивовая — кустарник высотой 2—5 метров или небольшое дерево из рода высотой 5—9 м.
Цвет ствола коричневый или серый, кора обычно гладкая.

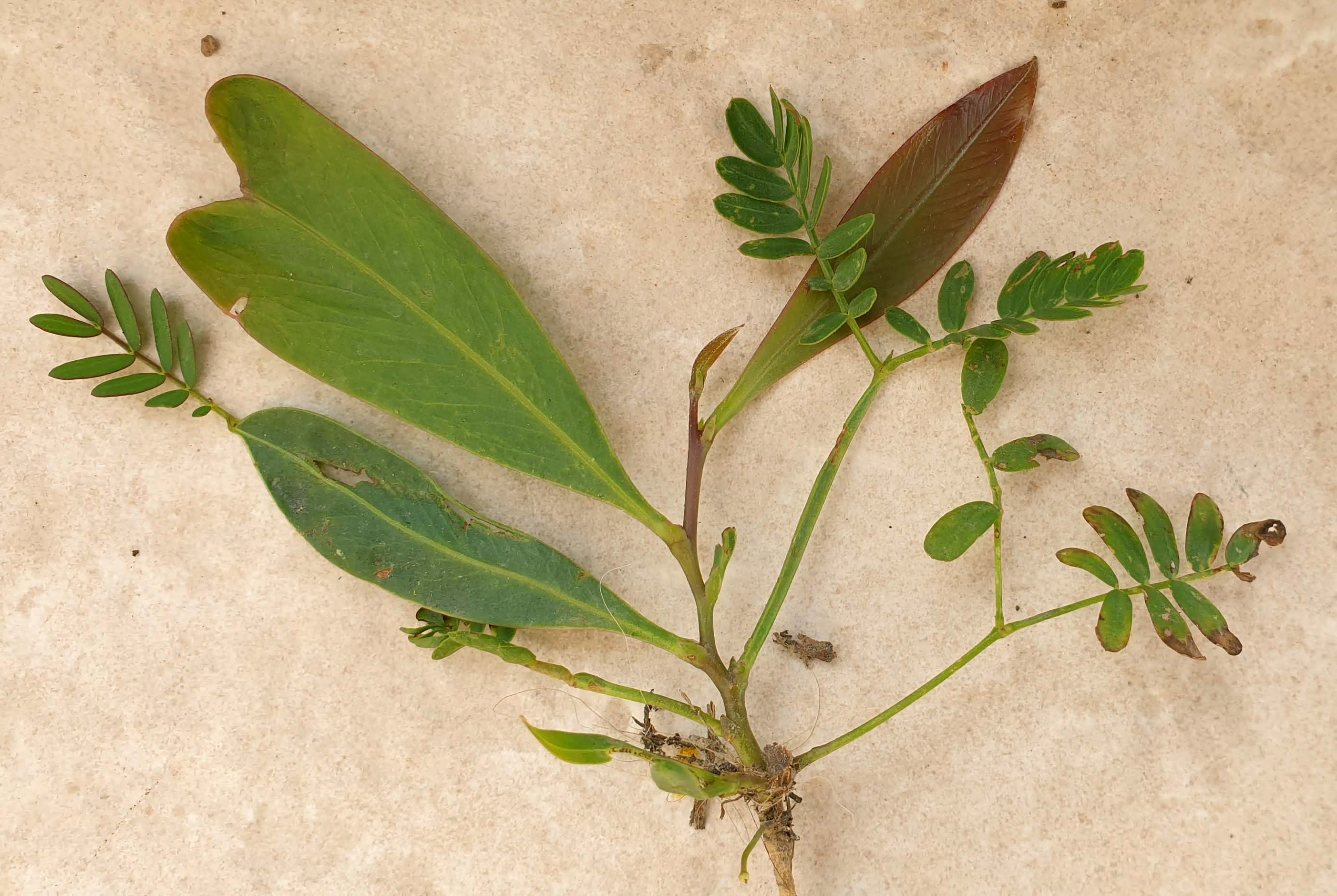
Молодое растение. Этапы изменения листьев.

Цветки акации ивовой жёлтого цвета. Семена растения продолговатые, тёмные, вплоть до чёрного цвета.
Происходит из юго-западной Австралии, и массово рассажена по всему миру. Например, в Тунисе сажали плантации в качестве корма для скота и под пастбища.
Цветёт с марта по апрель, густо покрываясь яркими жёлтыми шариками соцветий.
Иногда на акации можно заметить большие коричневые галлы, образованные ржавчинным грибком.
Акация ивовая — светолюбивое растение, устойчивое к заморозкам, жаре, способно расти на известковых и бедных почвах, чувствительно к засолению. Размножение семенами осенью или весной. Акация ивовая — быстрорастущее, но недолговечное растение, живёт от 10 до 20 лет, а в засушливых районах её продолжительность жизни не превышает 10 лет. Быстро заселяет почвы, нарушенные деятельностью человека, например обочины дорог. Семена разносятся муравьями, которые тащат их в свои муравейники и питаются их оболочкой. Обнаружено, что в почве рядом с местом, где растёт дерево, имеется неиссякаемый запас семян, и способность семян к прорастанию сохраняется на долгие годы. На нарушенной почве семена достигают поверхности и прорастают. Иногда вокруг взрослых акаций можно обнаружить поросль из сотен новых побегов. Молодые растения растут очень быстро, иногда более метра в год.
Согласно ботанической литературе, Ивовая акация является аллергеном.
Ствол серый, мелкие и молодые ветви голые голубоватого оттенка, слегка наклонены вниз.
Листья простые, цельнокрайные, гладкие, прямые или слегка изогнутые. Цвет — от серовато-зелёных до матово-голубоватых, переходящих в светло-зелёные.
Размер листа: 8-30 см длиной и 0,5-1,4 шириной. Листья разнообразной формы, обычно узкие, ланцетные, с заметной центральной жилкой и тонкими вторичными жилками, которые сужаются у основания или на конце (отсутствуют у узких листьев). У молодых растений листья обычно более широкие и волнистые.
Эти «листья» на самом деле являются филлодиями — разрастанием черешка, и заменившими двуперистый лист сплошной листовой пластинкой, занимающейся фотосинтезом. Только у придаточных побегов или проростков вырастают двуперистые листья, которые с развитием растения сменяются в течение трёх месяцев на филлодии. Изменение происходит в четыре этапа.
В основании филлодия имеется нектарник, но иногда он отсутствует. На двуперистых листьях молодых растениях нектарные железы иногда появляются на кончике. Железы производят нектар, привлекающий муравьёв. Возможно, муравьи отпугивают от растения различных травоядных.
Соцветия — шаровидные корзинки диаметром от 6,5 до 9 (12) мм. Корзинки пазушные, держатся на короткой цветоножке (0,6-2,2 см). Соцветия ярко-жёлтого цвета. Отдельный цветок 4-6 мм, имеет верхнюю завязь с одним семязачатком. У основания длинных ярко-желтых тычинок имеются 4-5 крошечных (1 мм) прозрачно-белых чашелистиков с небольшим пушком на вершине и 5
крошечных (1,5-2 мм) гладких жёлтых лепестков.
Плоды — спелые бобы коричневые, длиной 5,5-15 см и шириной 0,5-0,6 см, гладкие, прямые или слегка изогнутые, плоские, с твёрдой светлой каёмкой, между некоторыми семенами край створок боба слегка сужен.
Семена тёмно-коричневые, 5-7 мм длиной и 2,75-3,5 мм шириной, гладкие, сплюснутые. «Хвостик» рядом с рубчиком привлекает муравьёв, которые помогают рассеивать семена. На семенной оболочке имеется тонкая линия длиной от 3,5 до 5 мм и шириной 1,5 мм.

## Распространение

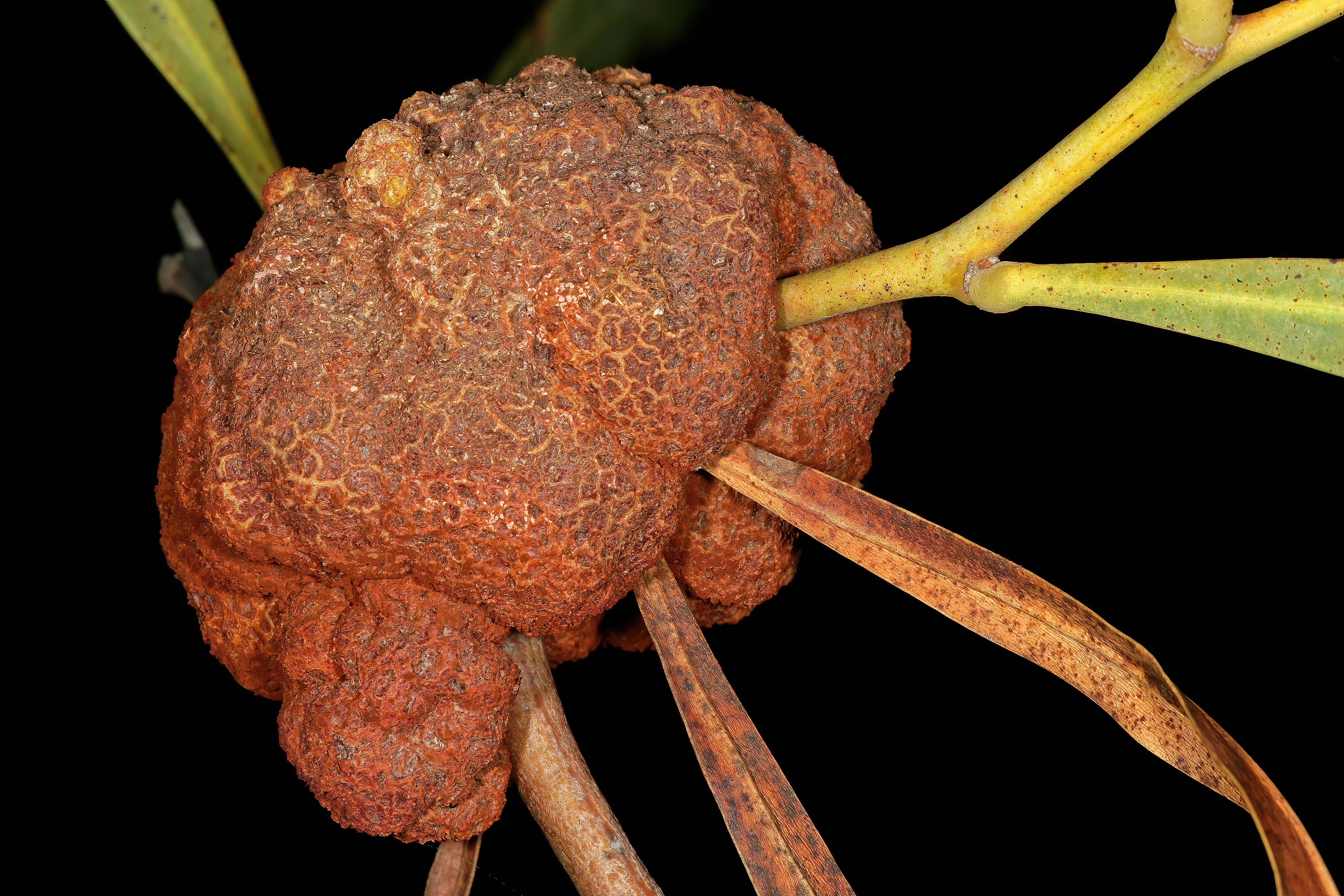
Галлы

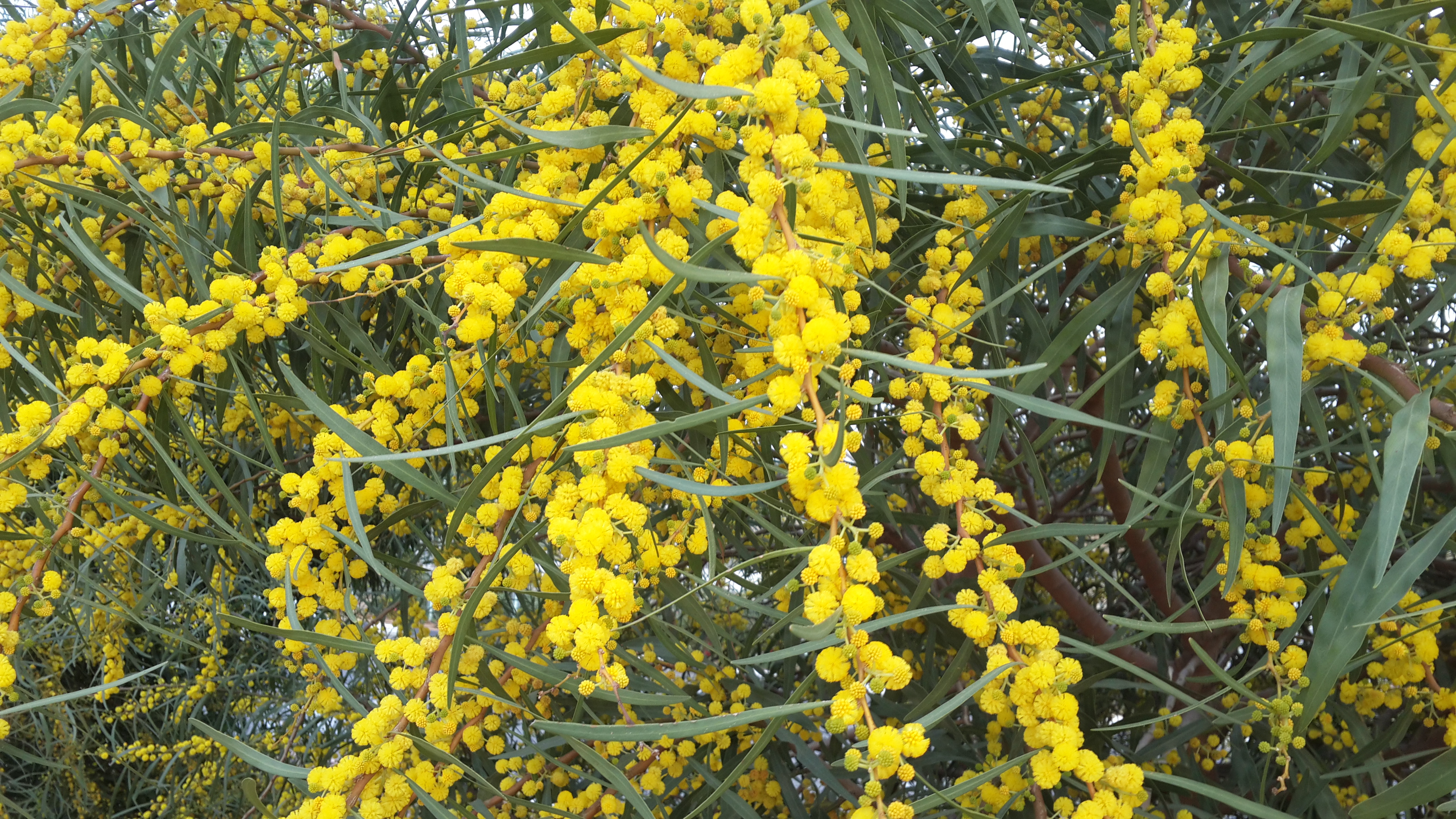
Ивовая акация в Израиле.

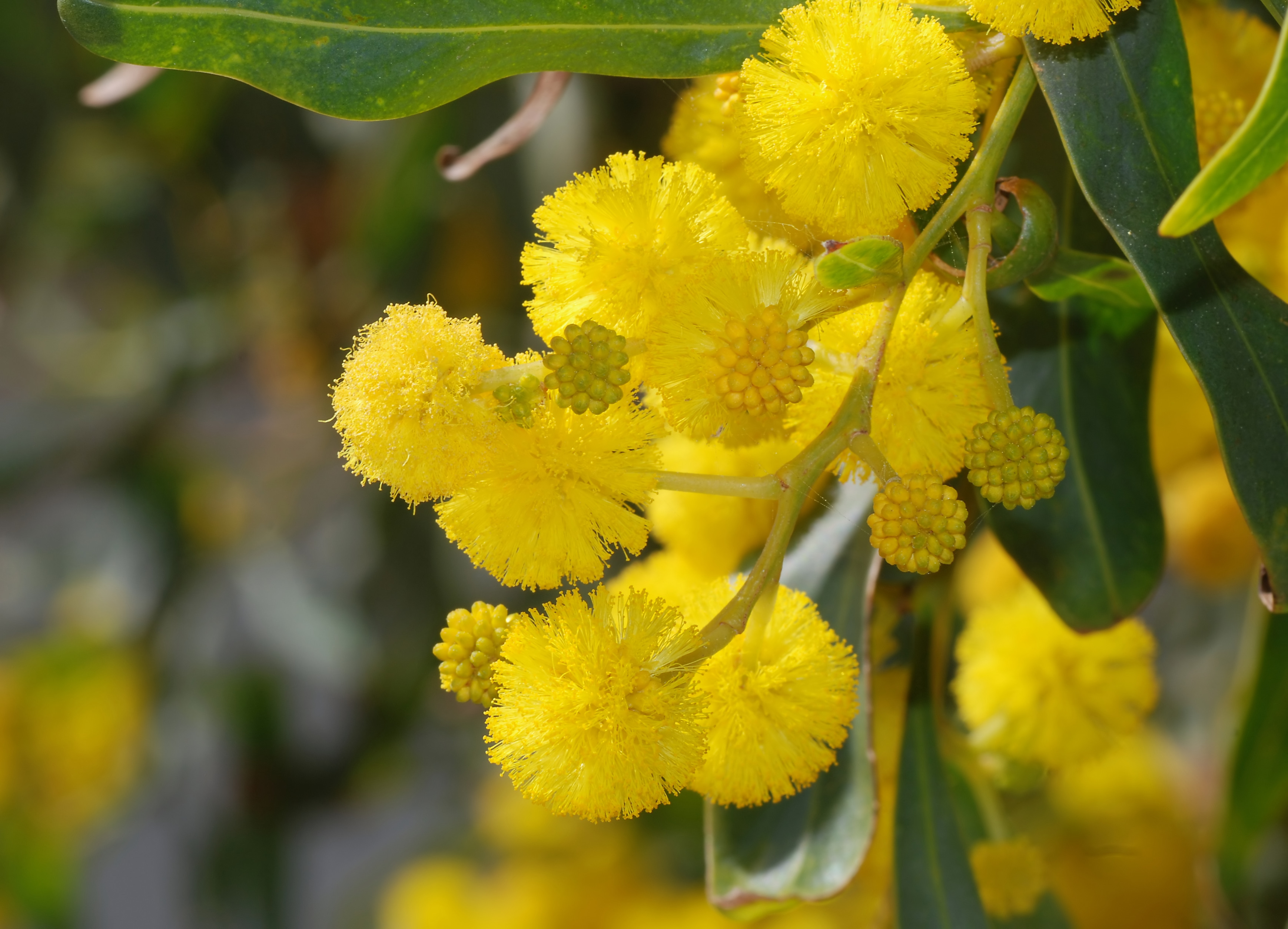
Соцветия

Родиной растения является Австралия. Акация ивовая встречается на юго-западе штата Западная Австралия, а также в Африке, Южной Америке и на Ближнем Востоке. 
Завезено в Израиль в 20-х годах XX века. Изначально его сажали в зыбучие пески на прибрежной равнине и по обочинам дорог вместе с другими растениями, чтобы ККЛ в горах вместе с другими деревьями.
Акация ивовая наносит большой ущерб открытым пространствам, обочинам дорог и средам обитания, в которые она вторгается, и определяется как самая большая угроза среди всех инвазивных растений Израиля. Вырубка или сжигание не убивает дерево — оно легко восстанавливается. Повторяющиеся пожары стимулируют рост и прорастание семян благодаря их адаптации к прорастанию после
пожара, как и у многих других видов австралийской акации.

## Использование
Акация ивовая используется в различных целях. Она растёт в широком диапазоне почв и в зависимости от условий существования растёт в форме раскидистого дерева или кустарника.
Акация ивовая используется в засушливых районах Африки, Южной Америки и Ближнего Востока для создания лесополос и предотвращения эрозии почв.
Акация ивовая используется для восстановления растительного покрова, возрождения участков добычи древесины, агролесомелиорации, в качестве корма для животных и как декоративное растение.